# White Hall (Arkansas)
Pour les articles homonymes, voir White Hall.
White Hall est une ville du comté de Jefferson, dans l'État de l'Arkansas.

## Population et société

### Démographie
Sa population était de 5 526 habitants lors du recensement de 2010, estimée à 5 079 habitants en 2016.
| Groupe          | White Hall | Arkansas | États-Unis |
| --------------- | ---------- | -------- | ---------- |
| Blancs          | 83,8       | 77,0     | 72,4       |
| Afro-Américains | 10,6       | 15,4     | 12,6       |
| Asiatiques      | 3,8        | 1,2      | 4,8        |
| Métis           | 1,1        | 2,0      | 2,9        |
| Autres          | 0,4        | 3,6      | 6,4        |
| Amérindiens     | 0,3        | 0,8      | 0,9        |
| Total           | 100,0      | 100,0    | 100,0      |
|                 |            |          |            |
| Hispaniques     | 1,4        | 6,4      | 16,7       |

Selon l'American Community Survey, pour la période 2011-2015, 91,67 % de la population âgée de plus de 5 ans déclare parler l'anglais à la maison, 4,64 % l’espagnol, 1,77 % l'arabe, 0,73 % le coréen, 0,52 % l'hindi et 0,67 % une autre langue.
| 1970  | 1980  | 1990  | 2000  | 2010  | - |
| ----- | ----- | ----- | ----- | ----- | - |
| 1 300 | 2 214 | 3 849 | 4 732 | 5 526 | - |